# Saint-Léger-des-Aubées
Saint-Léger-des-Aubées – miejscowość i gmina we Francji, w Regionie Centralnym, w departamencie Eure-et-Loir. Nazwa miejscowości pochodzi od imienia św. Leodegara.
Według danych na rok 1990 gminę zamieszkiwały 242 osoby, a gęstość zaludnienia wynosiła 18 osób/km² (wśród 1842 gmin Regionu Centralnego Saint-Léger-des-Aubées plasuje się na 898. miejscu pod względem liczby ludności, natomiast pod względem powierzchni na miejscu 965.).